# دهانه صافن
دهانه صافن (به انگلیسی: Saphenous opening)، در کالبدشناسی به (هیاتوس صافن، هم‌چنین حفره اوالیس) که یک حفره بیضی شکل در قسمت وسط بالایی فاسیا لاتا ران اطلاق می‌شود. این دهانه ۳ تا ۴ سانتی‌متر زیر غده شرم‌گاهی قرار دارد و حدود ۳ سانتی‌متر طول و ۱٫۵ سانتی‌متر عرض دارد.